# Olimpija Karlovac
L'Olimpija Karlovac è una squadra di baseball croata con sede a Karlovac che milita attualmente nella massima divisione nazionale e nell'Interleague. In entrambi i campionati figura come la società più titolata.

## Storia
Nacque nel 1983 e, da quando si disputa il campionato croato (1992), ha raggiunto la finale nella maggior parte dei casi. Le rivali storiche sono lo Zagabria e il Nada Spalato, con la quale perse la prima finale nel 1992. Ottenne il primo titolo due anni più tardi, battendo lo Zagabria: fino al 2003 vinse tutti i campionati, eccezion fatta per il 1996 ed il 2001, quando venne superata dallo Zagabria. Nel frattempo, nel 1998 aveva preso parte ad una nuova competizione internazionale, l'Interlige, insieme ad altre società del sud-est europeo, trionfando nelle prime due edizioni.
Conosciuta dal 2003 al 2007 anche con il nome di Kelteks, in campo europeo fu seconda nella Coppa CEB 2003, mentre vinse l'edizione 2006 insieme all'Interlige e al campionato nazionale. Per quanto riguarda quest'ultimo, l'Olimpija ha sempre giocato la finale dal 2012 al 2021, in tutte le occasioni contro il Nada. Nel 2021 sono arrivati due successi: uno in Federation Cup, l'altro in campionato, dove all'ultimo atto ha rimontato gli storici rivali da 0-3 a 4-3, avendo peraltro vinto gara 4 all'11° inning.

## Palmarès
- Campionati croati: 18

1994, 1995, 1997, 1998, 1999, 2000, 2002, 2003, 2006, 2007, 2009, 2013, 2015, 2017, 2018, 2020, 2021, 2022
- Coppe della Croazia: 1

2010
- Interleague: 7

1998, 1999, 2006, 2007, 2013, 2014, 2018
- Coppa CEB: 1

2006
- Federation Cup: 1

2021

### Altri piazzamenti
- Campionato croato:

Secondo posto: 1992, 1993, 1996, 2001, 2008, 2010, 2012, 2014, 2016, 2019
- Coppa della Croazia:

Finalista: 2007, 2022
- Coppa CEB:

Secondo posto: 2003